# Cera cinese
La cera cinese, secreta dall'insetto Ceroplastes ceriferus, è composta essenzialmente da cerotato di cerile (estere dell'acido esacosanoico 26C e dell'alcol esacosanolo 26C), gli esteri rappresentano l'83% e gli altri componenti sono acidi liberi, alcoli e idrocarburi. È bianca, dura, fragile e fibrosa con consistenza cristallina; insolubile in acqua, poco solubile in alcoli ed etere, ma solubile in solventi aromatici.